# 윙입푸드홀딩스
윙입푸드홀딩스(영어: WING YIP FOOD HOLDINGS)는 윙입 그룹을 모회사로 둔 중국의 육가공 기업이다.

## 역사 및 현황
2015년 4월 24일에 설립되었으며, 2018년 11월 30일에 중국의 식품회사 최초로 코스닥 시장에 상장하였다. 2022년 11월 22일에는 현재의 사명인 읭입푸드홀딩스(영어: WING YIP FOOD HOLDINGS GROUP LIMITED)로 상호를 변경하였다. 2024년 3월 6일에는 나스닥 시장 상장을 위한 증권신고서를 제출하였고 동년 11월 27일에 나스닥 시장에 상장하였다.

### 내용주
1. ↑  등기상 설립일
2. ↑  대한민국 상법 상 본사 주소: UNIT B, 17/F, UNITED CENTRE, 95 QUEENSWAY, ADMIRA LTY, HK